# Bawarska Dywizja Kawalerii (Cesarstwo Niemieckie)
Bawarska Dywizja Kawalerii (niem. Bayerische Kavallerie-Division)  – związek taktyczny Armii Cesarstwa Niemieckiego. 
W sierpniu 1914 rozwinięto w Niemczech do etatów wojennych istniejące w okresie pokoju związki operacyjne (armie) i związki taktyczne. W składzie III Korpusu Kawalerii została rozwinięta między innymi Bawarska Dywizja Kawalerii. W I wojnie światowej dywizja walczyła na froncie zachodnim.

## Struktura organizacyjna
Skład od 2 VIII 1914 do 20 IX 1915:
- dowództwo dywizji
- 1 Bawarska Brygada Kawalerii
  - 1 Bawarski pułk rajtarów
  - 2 Bawarski pułk rajtarów
- 4 Brygada Kawalerii
  - 1 Bawarski pułk ułanów
  - 2 Bawarski pułk ułanów
- 5 Brygada Kawalerii
  - 1 Bawarski pułk szwoleżerów
  - 6 Bawarski pułk szwoleżerów
- 1 Bawarski batalion strzelców
- 2 Bawarski batalion strzelców